# Mohammed Dramani Kalilu
Mohammed Dramani Kalilu, né le 21 octobre 1972, est un footballeur international ghanéen. Il participe aux Jeux olympiques d'été de 1992, remportant la médaille de bronze avec le Ghana.

## Biographie
Avec l'équipe du Ghana des moins de 16 ans, il participe à la Coupe du monde des moins de 16 ans en 1989. Lors du mondial junior, il joue trois matchs, contre Cuba, Bahreïn, et l'Écosse.
Il participe ensuite aux Jeux olympiques d'été de 1992 organisés à Barcelone. Lors du tournoi olympique, il joue deux matchs, contre le Paraguay et l'Espagne.

## Palmarès

### équipe du Ghana
- Jeux olympiques de 1992 :
  -  Médaille de bronze.